# Alexander Skutch
Alexander Frank Skutch (ur. 20 maja 1904 w Baltimore w stanie Maryland, zm. 12 maja 2004) – ornitolog amerykański, działający w Kostaryce. 
(Niektóre źródła podają rok urodzenia 1898.)
Obronił doktorat z botaniki na Johns Hopkins University w Baltimore (Maryland).
Przez ponad 60 lat prowadził pracę naukową i popularyzatorską w dziedzinie ornitologii w Kostaryce. Był autorem ponad 40 książek, cieszących się uznaniem najlepszych przewodników po życiu ptaków Kostaryki i okolic. Dokumentował także zmiany zachodzące w przyrodzie.
Założył rezerwat ptasi Los Cunigos koło San Isidro de El General, na południe od San José. Pod koniec życia przekazał teren Centrum Badań Tropikalnych.